# Schistidium cryptocarpum
Schistidium cryptocarpum är en bladmossart som beskrevs av Mogensen och H. Blom 1989 [1990. Schistidium cryptocarpum ingår i släktet blommossor, och familjen Grimmiaceae. Inga underarter finns listade i Catalogue of Life.